# Online Certificate Status Protocol
Online Certificate Status Protocol (zkratka OCSP) je v kryptografii název internetového protokolu, který je používán pro získání seznamu zneplatněných X.509 digitálních certifikátů.
Protokol OCSP je popsán RFC 6960 a byl vytvořen jako alternativa k protokolu CRL, aby odstranil jeho některé konkrétní problémy při použití v PKI (Public Key Infrastructure).
Zasílané zprávy jsou kódovány pomocí ASN.1 a jsou obvykle přenášeny HTTP protokolem. Výměna zpráv systémem otázka/odpověď (anglicky request/response) vede k označení OCSP serverů jako OCSP odpovídačů (anglicky OCSP responders).